# Koszary w Trembowli

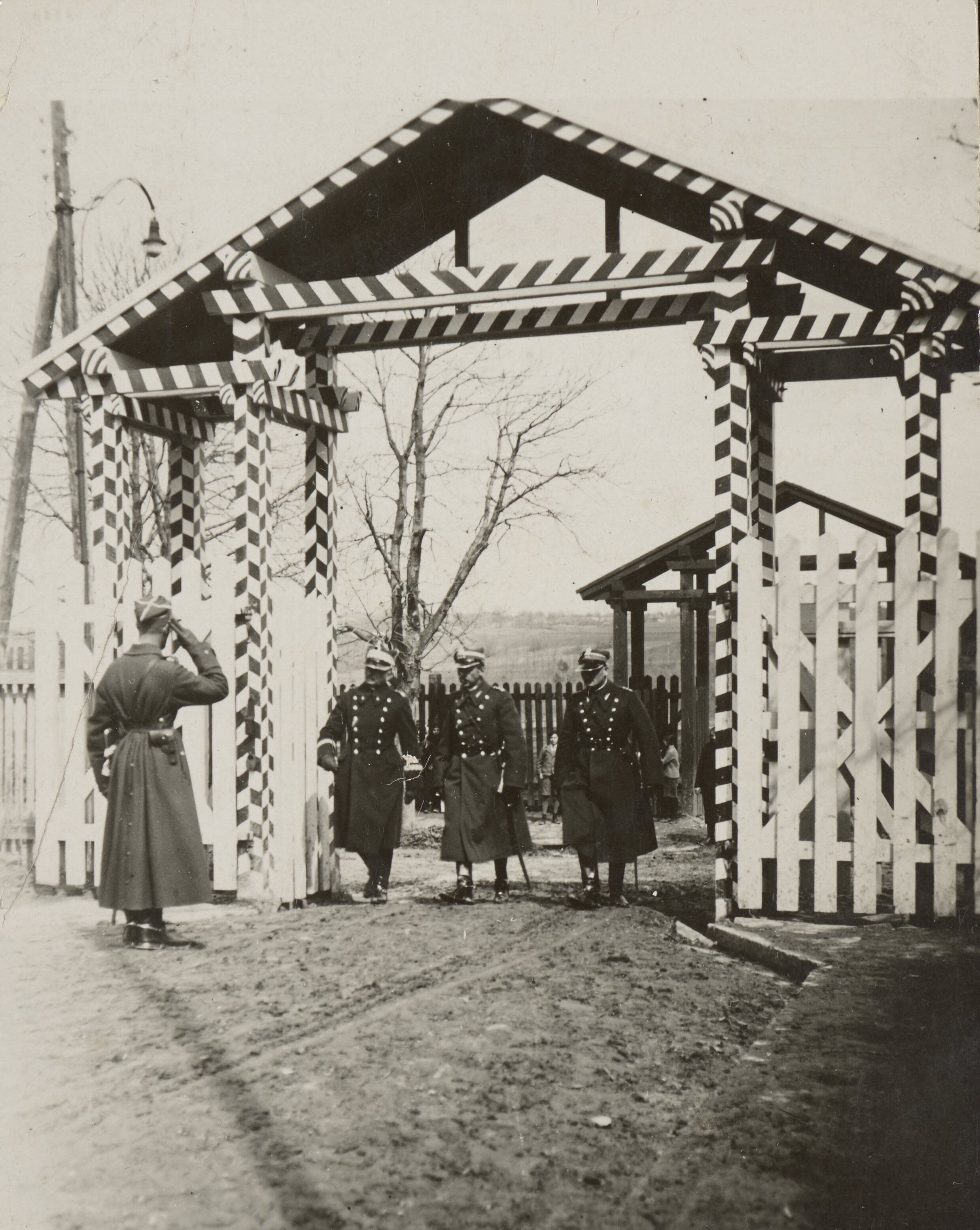
Inspekcja 9 puł w Trembowli; 1931

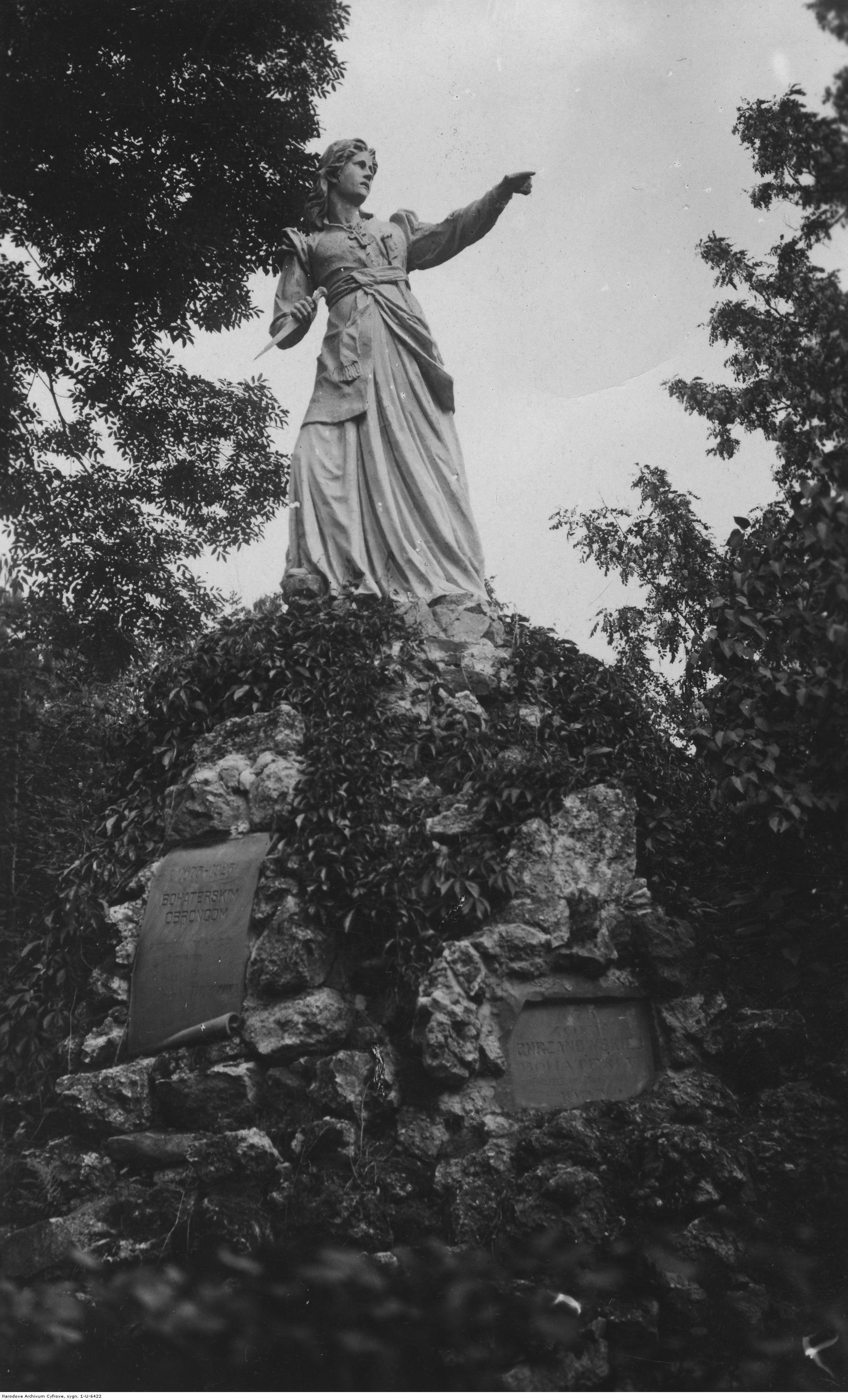
Pomnik Zofii (Anny) Chrzanowskiej w Trembowli

Koszary w Trembowli – kompleksy koszarowe znajdujące się na terenie garnizonu Trembowla.

## Charakterystyka
Na terenie garnizonu trembowlskiego funkcjonowały dwa kompleksy koszarowe położone w południowo-zachodniej części miasta. Mniejszy kompleks północny, przy ul. Siczowych Strilciw 62, nazywany Koszarami Chrzanowskiej (Górnymi lub Miejskimi), przed 1914 użytkowany był przez II dywizjon austriackiego 2 pułku dragonów. Był to podłużny budynek koszarowy i zespół ośmiu stajni o pojemności plutonu każda. Po odbudowie, w koszarach tych zakwaterowano trzy szwadrony 9 pułku Ułanów Małopolskich.
Koszary południowe, przy ul. Siczowych Strilciw 59 i 68, zajmowane były do 1914 przez 32  batalion jegrów polowych. W okresie I wojny światowej zniszczony został budynek oficerski, część żołnierskiego i część stajni. Po wojnie polsko-bolszewickiej koszary przeszły pod władanie Wojska Polskiego. Początkowo nazywano je Dolnymi lub Rządowymi, a potem Koszarami Czarnieckiego. Odbudowano dom oficerski, naprawiono budynek żołnierski i wybudowano magazyn mobilizacyjny i duży budynek dowództwa. W tym ostatnim swoją siedzibę miało też kasyno, wartownia i areszt. Wybudowano też dwie obszerne stajnie o kształcie podkowy. Jedną z nich zajęły konie szwadronu ckm, a drugą 2 szwadronu, plutonu łączności i dowództwa 9 pułku ułanów. 
W 1933 na terenie koszar odsłonięto pomnik z nazwiskami poległych żołnierzy, a w listopadzie 1934 oddano do użytku nową krytą ujeżdżalnię i budynek ambulansu weterynaryjnego. Na terenie koszar znajdowała się też płyta nagrobna konia z wyrytym jego życiorysem
W 2020 część budynków dawnych Koszar Czarnieckiego, leżących po zachodniej stronie ulicy, poddawana jest kapitalnemu remontowi, z przeznaczeniem dla pododdziałów ukraińskiej 44 Samodzielnej Brygady Artylerii. Domy mieszkalne pełnią te same funkcje, a kryta ujeżdżalnia i ambulans są nieużytkowane. Także w Koszarach Chrzanowskiej kompleks czterech małych stajni jest nieużytkowany, a budynek koszarowy pełni funkcje mieszkalne.